# Магнітний момент протона
Магні́тний моме́нт прото́на (англ. proton magnetic moment) — атомна фундаментальна фізична стала, що дорівнює
μp = 1,410607·10−20 Дж·T−1
Із ядерним магнетоном величина пов'язана співвідношенням
μp = 2.792847356(23) μN

## Історія
Лазарєв Борис Георгійович 1936 року разом з Левом Шубниковим відкрив ядерний парамагнетизм у твердого водню — при температурах 1,7—4,2 К, це явище увійшло до підручників з фізики, праця «Магнітний момент протона».
У 1943 р. Отто Штерном була одержана Нобелівська премія з фізики за «внесок у розвиток методу молекулярних пучків і відкриття та вимірювання магнітного моменту протона».